# Godby
Godby är den näst största tätorten på Åland och Finströms kommuns centralort, med 959 invånare (2022). Orten fungerar som ett viktigt service- och handelscentrum för norra Åland.

## Serviceutbud
I Godby finns ett brett utbud av offentlig och privat service. Här ligger Godby högstadieskola, som har norra Åland som sitt upptagningsområde, samt Källbo skola (låg- och mellanstadieskola). 
Orten har även Finströms bibliotek, en hälsocentral, tandvård, veterinärmottagning och ett äldreboende. Finströms kommuns kommunkansli är beläget i Godby, och här finns även den gemensamma Byggnads- och Miljöinspektionen för flera åländska kommuner samt en brandstation.

## Näringsliv
I centrum finns Godby Center med flera affärer, inklusive mataffärer och byggvaruhus, samt bankkontor och annan kommersiell service. Det tidigare Godby Hotell förstördes i en brand 2018.

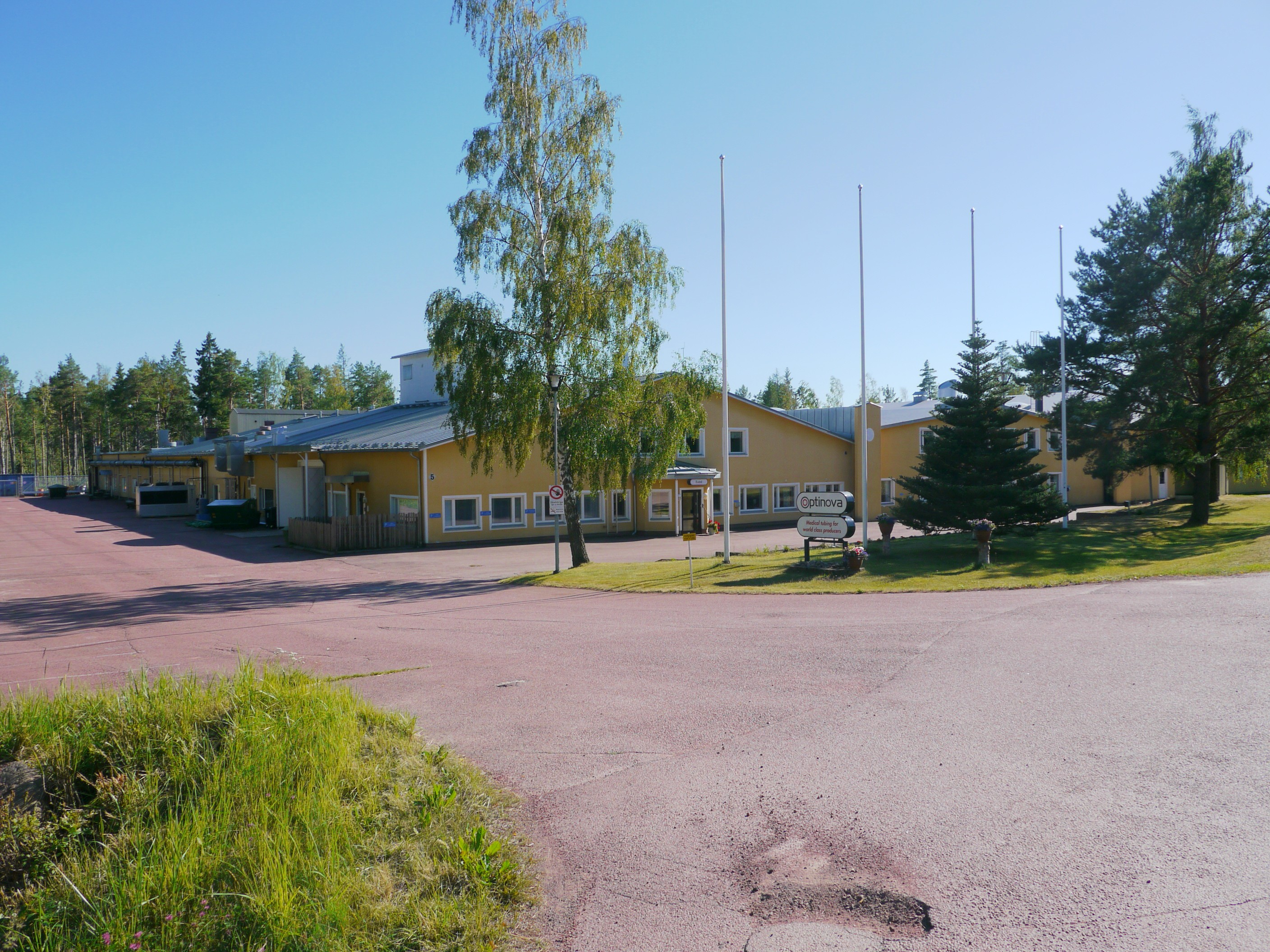
Optinovas fabriksanläggning i Doktorsskogen, Godby

Den största privata arbetsgivaren är Optinova Ab, som tillverkar plastdetaljer för medicinskt bruk och är en del av en koncern med över 700 anställda globalt.
Tidigare fanns ett betydande sågverk vid hamnen.

## Idrott och Fritid
Godby har ett stort idrottscenter med bland annat simhall (Godbyhallen), idrottshall, gym och tennisplaner. Vid Säckviken finns en populär badstrand. Godby arrangerade tillsammans med Mariehamn Innebandy-VM för damer 1997, det första officiella världsmästerskapet i sporten.

## Bostadsområden
Godby erbjuder varierad bebyggelse med villor, radhus och lägenhetshus. Bostadsområden finns bland annat i anslutning till skolorna i Knappelstan, samt i områden som Batteriberget, Länsmans/Jordgubbslandet, Doktorsskogen, Stalldalen och Stålsby. Nyare bostadsområden har även utvecklats, till exempel i Sandbol.

## Kommunikationer
Godby är en viktig knutpunkt på Åland och ligger vid landsväg 2, som förbinder norra Åland med Mariehamn. Det finns regelbundna bussförbindelser, bland annat linje 2 till Mariehamn med en restid på cirka 20 minuter. Kyrkvägen är en viktig genomfartsled i orten.

## Historia

### Godbyslaget
Under finska inbördeskriget 1918 utkämpades Godbyslaget i Godby. Striden stod mellan den vita Nystadskåren och rödgardister från Åbo, understödda av ryska soldater. De röda fick även artilleriunderstöd från Sålis batteri.